# Volga (zespół muzyczny)
Volga – rosyjski zespół muzyczny założony w 1997 r. w Moskwie.
Klasyfikacja gatunku muzycznego wykonywanego przez grupę napotyka na trudności. Muzyka Volgi to połączenie postindustrialej odmiany muzyki elektronicznej, world music, folku, psychodelii i innych gatunków. Podobnie jak w twórczości grup czerpiących inspirację z muzyki towarzyszącej obrzędom szamańskim, muzyka Volgi ma w założeniu wprowadzać słuchaczy w odmienne stany świadomości, zbliżone do transu. Całości stylu dopełnia specyficzny głos wokalistki grupy, Angeli Manukjan.
Śpiewane przez nią teksty to zebrane przez artystkę w wioskach różnych regionów Rosji ludowe wiersze i pieśni, nawiązujące do folkloru przedchrześcijańskiej Rusi. Angela śpiewa je tak jak je zasłyszała, wraz z regionalnymi wyrażeniami gwarowymi i specyficznym dla danego regionu akcentem.
Zespół zalicza się do jazyczeskiej, pogańskiej części sceny muzycznej i występuje na festiwalach takiej muzyce dedykowanych, takich jak Burg Herzberg Open Air, Sayan Ring czy Festiwal HUH.
Uri Bałaszow sam projektuje i wykonuje ludowe instrumenty, jest także grafikiem, zaprojektował m.in. okładkę albumu Civilization Phaze III Franka Zappy.

## Członkowie
- Angela Manukjan – śpiew
- Roman Lebiediew – instrumenty elektroniczne, gitara
- Aleksiej Borysow – instrumenty elektroniczne, gitara, wokal
- Uri Bałaszow – instrumenty ludowe

## Dyskografia
- Volga (CD, 1999)
- Bottoms up! (CD, 2003)
- Concert (CD, 2003)
- Three Fields (CD, 2004)
- Selected Works (CD, 2005)
- Remixed VOLGA (CD, 2005)
- Sound Of The World (2CD, Wrasse Records, 2005)
- Pomol/Помол (split: Volga/Lumberton Trading Company 2007)
- Kymyshki drinks/Кумушки пьют (EP, 2010)
- Кумушки пьют (CD, 2014)